# Monoblastozoa
Los monoblastozoos (Monoblastozoa) son un filo del reino animal de dudosa existencia y aún más dudosa afiliación. Se basa en la especie Salinella salve, que fue descrita por Johannes Frenzel en 1892 en una solución salina al 2% a partir de material procedente del agua de dos minas de sal de Córdoba (Argentina); su descripción es tan ambigua e imprecisa que no ha podido caracterizarse con precisión, dado que jamás se ha vuelto a observar. Su existencia real es considerada dudosa.

## Características
De existir realmente, se trataría de organismos multicelulares muy primitivos, más organizados que los protozoos. 
Según la descripción original, se trata de un organismo constituido por una sola capa de células, con una cavidad interior que comunica con el exterior por dos orificios situados respectivamente en el extremo anterior (boca) y en el extremo posterior (ano). Las células serían ciliadas interna y externamente, y tanto el ano como la boca estarían rodeados de cilios más largos o sedas. La alimentación sería por detritos recogidos del sedimento. Se interpreta que su reproducción sería asexual, por simple división del cuerpo.